# Полуночный человек
«Полуночный человек» (англ. The Midnight Man) — американский драматический фильм ужасов режиссёра Трэвиса Заривны. В Канаде фильм вышел 30 сентября 2016 года. В России фильм вышел 14 декабря 2017 года. Основан на древнем ритуале язычников под названием «Полуночная игра».
Является ремейком одноимённого ирландского фильма 2013 года. Режиссёр оригинального фильма Роб Кеннеди выступил в ремейке автором сценария.

## Сюжет
Девочка Анна и её друзья находят на чердаке игру, которая вызывает существо, известное как полуночный человек, которое использует их худшие страхи против них самих. Спустя многие годы в ловушку монстра попадает уже внучка Анны Алекс.

## В ролях
| Актёр            | Роль               |
| ---------------- | ------------------ |
| Габриэль Хоф     | Алекс Ластер       |
| Грэйсон Сзакакс  | Майлс              |
| Эмили Хейн       | Келли              |
| Саммер Х. Хауэлл | Анна в детстве     |
| Роберт Инглунд   | доктор Гудберри    |
| Калли Лэйн       | Алекс в детстве    |
| Лин Шэй          | Анна               |
| Кинэн Леманн     | Макс               |
| Луиз Линтон      | Энни Ластер        |
| Эбигейл Пнёвски  | Келли в детстве    |
| Мередит Роуз     | Мэри               |
| Майкл Сироу      | Алан               |
| Кайл Страутс     | Полуночный человек |
| Лука Вийясис     | Джейден            |

## Критика
Рецензент с сайта Bloody Disgusting в целом негативно отозвался о фильме, из положительных сторон назвал лишь актёрскую игру Лин Шэй.